# Late Show with David Letterman
Late Show with David Letterman var et timelangt late-night talkshow, produceret af CBS og optaget på Ed Sullivan Theater på Broadway i New York City. Showet blev vist fra 30. august 1993 til 20. maj 2015. Værten var David Letterman og det blev produceret af Lettermans produktionsselskab Worldwide Pants Incorporated. Showets sangskriver og bandleder for husorkesteret, CBS orkesteret, var Paul Shaffer. Hovedforfatterne var brødrene Justin Stangel og Eric Stangel. Programannoncøren var Alan Kalter, som erstattede Bill Wendell i 1995. Showet nåede at modtage to Emmy Awards.
Ifølge august 2004-udgaven af programmets interne nyhedsbrev havde Late Show i løbet af sine første 11 år haft 2264 udsendelser med 4082 gæster og 1668 musikindslag.
Letterman involverede ofte programmets besætning i sketches, blandt andre Shaffer, Alan Kalter, scenearbejderne Pat Farmer og Kenny Sheehan, skilteholderen Tony Mendez og assistenten Stephanie Birkitt.
Showet blev sendt i USA kl. 23:35 Øst-USA/New York, men blev optaget samme eftermiddag. Hvert show findes i udskrift i The Wahoo Gazette på CBS.com's Late Show Late Show side.
Letterman var tidligere vært på Late Night with David Letterman som blev sendt på NBC fra 1982 til 1993. Showet var produceret af Carson Productions, Worldwide Pants og NBC Productions. Shaffer, Wendell, og de andre medlemmer af bandet var også med i NBC-showet.
Talkshowet sluttede i 2015 efter 6028 episoder.

## Skiftet fra NBC til CBS
Letterman forlod NBC i skuffelse over, at selskabet mod hans og andres forventning foretrak komikeren Jay Leno som vært for The Tonight Show.
”Late night” bliver stadig sendt på NBC med Lettermans afløser Conan O'Brien, og er nu co-produceret af Lorne Michaels' Broadway Video).
Da Letterman flyttede til CBS og efter mange afsnit med ”Late night” måtte man finde nye navne til stykkerne da det ville skabe juridiske problemer omkring varemærker som NBC hævdede at eje. ”Viewer Mail” på NBC blev til ”The CBS Mailbag”, Larry Melman begyndte at bruge sit rigtige navn Calvert DeForest (Døde d. 19 marts, 2007, alder 85). Paul Shaffers “Word’s Most Dangerous Band” blev til “The CBS Orchestra”. Lettermans kending fra NBC-tiden, The Top ten list, blev til “The Late Show Top Ten List” hos CBS.

## Tilbagevendende indslag
- Top Ten List
- Will It Float?
- Great Moments In Presidential Speeches
- Fun Facts
- Small Town News
- Know Your Current Events
- Audience Show and Tell
- Late Show Week in Review
- George W. Bush: What?!
- Stump the Band
- Stupid Pet Tricks
- Stupid Human Tricks

### Tidligere tilbagevendende indslag
- CBS Mail Bag
- Ape or Artist (or Elephant)
- Dr. Phil's Words of Wisdom
- Trump or Monkey?
- Putting Away The Late Show Bear
- Pat & Kenny Read Oprah Transcripts
- Is This Anything?
- Dwight the Troubled Teen

## Internationale udsendere
| Land           | Udsendere |
| -------------- | --- |
| Mellemøsten    | - Showtime - TV Land - Paramount Comedy 1 |
| Australien     | - Network TEN - free-to-air broadcast (pre-2007 Channel Nine) - W - payTV                                                                    |
| Brasilien      | - GNT |
| Canada         | - OMNI.1 (Toronto) - CH Montreal (Montreal) - Channel M (Vancouver) - CHEX-TV (Peterborough, Ontario) - NTV (St. John's, Newfoundland) - CBS |
| Danmark        | - TV 2 Zulu - TV 2 Charlie |
| Hong Kong      | - ATV Channel World |
| Italien        | - RaiSat Extra |
| Israel         | - Xtra Hot |
| Latinamerika   | - American Network |
| Malaysia       | - NTV7 |
| Mexico         | - American Network |
| New Zealand    | - Prime Television |
| Norge          | - TVNorge |
| Filippinerne   | - Jack TV |
| Sverige        | - TV400 siden januar 2007, før i tiden TV6                                                                                                   |
| Storbritannien | - Ikke længere vist. |